# 巴芬島苔原狼
巴芬島苔原狼（Canis lupus manningi）是灰狼的一个亚种，它仅栖息在巴芬岛和附近的几个岛屿上。1943年，安德森將其它進行分类，並成為了一個獨立的亚种。在分类學參考書世界哺乳动物物种第三版中，巴芬島苔原狼被认为是狼的亚种。

## 生理学

### 描述
与其他狼亚种相比，巴芬岛苔原狼被描述为浅色，有时是白色的，而且异常小。它被認為是所有北极狼中最小的，目前濒临灭绝。

## 歷史
早期的记录和证据表明，格陵兰西部的狼是从巴芬岛迁徙到那的，因此是巴芬岛狼亚种的后代。
1966年，对巴芬岛狼进行了一项研究。一年前，多伦多大学于1965年在沃尔迪湾进行了初步评估，當中也獲得了大学学生的帮助。